# Инарии
Инарии (лат. Inaria) — вымершие животные эдиакарского периода. Окаменелости найдены в Австралии и в России (район устья реки Лямцы, нижнее течение реки Сылвицы).
Сидячие морские бентосные организмы с радиальной симметрией. Описывались как стрекающие без щупалец, хотя для классификации имеется мало данных. Тело по форме напоминает головку чеснока: утолщённый конец был заглублен в осадок, вверх была направлена трубка. Полость тела с одной камерой, с перегородками, образованными выпячиваниями внутренней поверхности. Края подошвы и поверхность вблизи них, а также окончание трубки разделены бороздками на радиальные лопасти. Размеры: 10—12 см в высоту, диаметр основания до 12 см.

## Виды
- I. limicola Grazhdankin, 2004 (лат. limicola — «живущий в иле»): 10—18 лопастей, сохраняется сферический орган в основании тела.
- I. karli Gehling, 1987 — большее число лопастей, чем у предыдущего вида, никаких внутренних органов не сохраняется.